# Río Despeñaperros
Río Despeñaperros är ett vattendrag i Spanien. Det ligger i den centrala delen av landet, 240 km söder om huvudstaden Madrid.